# Sonderzüge in den Tod
Sonderzüge in den Tod ist der Titel einer Wanderausstellung, die an die Deportation hunderttausender Menschen durch die damalige Reichsbahn in die nationalsozialistischen Konzentrations- und Vernichtungslager erinnert. Sie wurde 2006 in Frankreich und 2008 verändert in Deutschland vor allem in Bahnhöfen bis 2015 an 44 Orten gezeigt. Mehr als 400.000 Besucher haben sie gesehen.

## Geschichte und Konzept der Ausstellung
In Deutschland wurde die Ausstellung am 23. Januar 2008 im Zwischengeschoss des Bahnhofs Potsdamer Platz eröffnet. Anschließend war die Ausstellung am Hauptbahnhof Halle (Saale) zu sehen. Vom 28. März bis zum 10. April war sie am Hauptbahnhof Schwerin zu sehen. Bis 12. Mai war die Ausstellung in Wittenberge zu Gast, vom 18. Mai bis 15. Juni beim Hauptbahnhof Münster. Es folgten Stationen in Köln, Frankfurt am Main, Dresden und München. Vom 14. bis 26. November 2008 wurde sie im Hauptbahnhof Mannheim gezeigt. Bis zum Jahresende 2008 wurden rund 80.000 Besucher erwartet. 2009 sollte die Wanderausstellung fortgesetzt und kostenlos an interessierte Städte verliehen werden. Die erste Station war im Januar 2009 Hanau. Ab 22. Januar 2009 wurde die Ausstellung in Chemnitz gezeigt, ab 15. Februar im Jüdischen Museum in Dorsten.

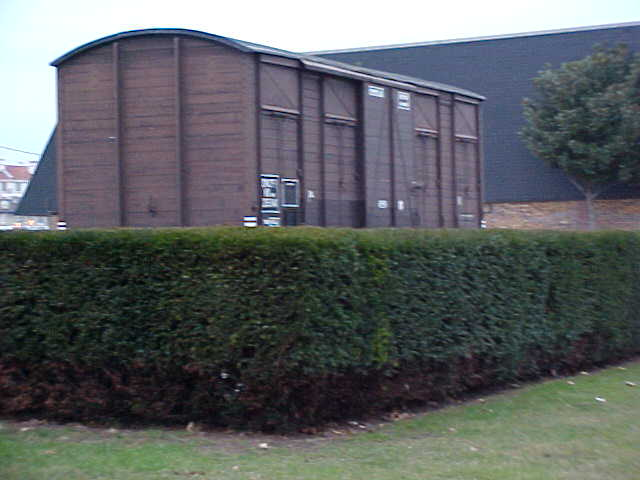
Im Sammellager Drancy erinnert dieser Wagen an die Züge nach Deutschland (2006)

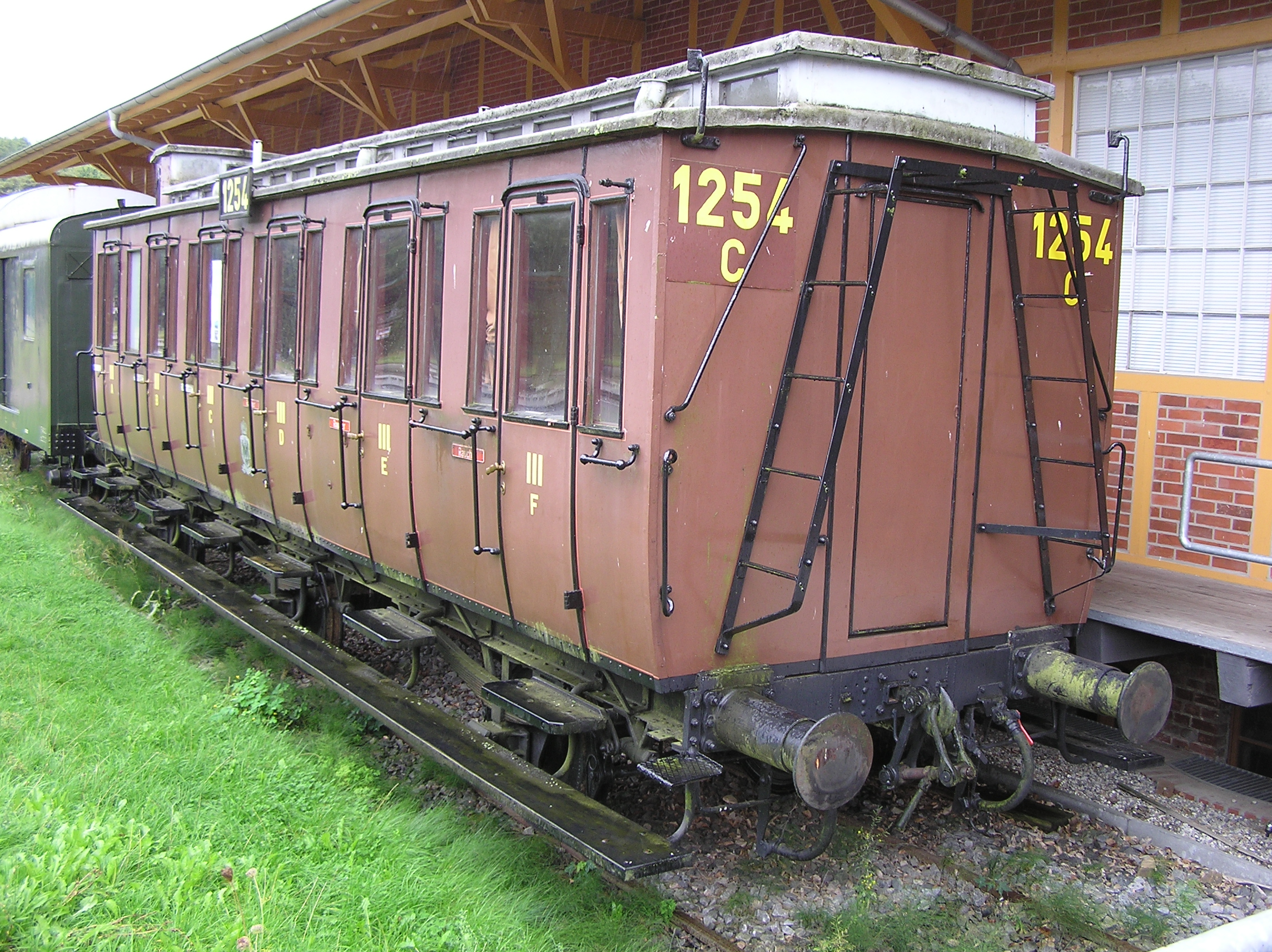
Zunächst wurden die deutschen Juden als Passagiere mit Abteilwagen dieses Typs deportiert (2006)

Die von der Deutschen Bahn in Zusammenarbeit mit Beate und Serge Klarsfeld gemeinsam mit einer Bürgerinitiative konzipierte Ausstellung integriert Elemente aus der Ausstellung Enfants juifs déportés de France, die über drei Jahre auf Bahnhöfen der französischen SNCF gezeigt wurde. Von insgesamt 40 Informationstafeln basieren 15 auf dieser Sammlung.
Bis April 2008 besuchten, laut Schätzungen der Deutschen Bahn AG, rund 30.000 Menschen die Ausstellung.

## Diskurs um die Ausstellung
Der Ausstellung ging u. a. ein öffentlicher Streit zwischen den Klarsfelds und der DB AG voraus, nachdem sich das Unternehmen geweigert hatte, die in Frankreich gezeigte Ausstellung auch auf deutschen Bahnhöfen zu zeigen.
In einem Interview im November 2006 begründete DB-Vorstandsvorsitzender Hartmut Mehdorn seine Ablehnung der Wanderausstellung: „Auf Bahnhöfen herrscht Hast und Eile. Es sind keine Orte für ein derart ernstes Thema wie den Holocaust. Es kann dort keine seriöse, tiefgehende Befassung mit solch einem Thema geben. Wir kennen unsere Verkehrsstationen und die Menschen, die sich dort aufhalten. Ich bin sogar geneigt zu sagen, wenn man es doch täte, wäre das kontraproduktiv. ‚Shock and go‘ funktioniert nicht mehr.“
Er sagte ferner, die Deutsche Bahn habe sich „im Vergleich mit anderen großen Unternehmen geradezu vorbildlich mit [ihrer] Vergangenheit beschäftigt“. Er verwies auf eine von 200.000 Menschen jährlich besuchte Dauerausstellung im DB-Museum Nürnberg, die Beteiligung am Entschädigungsfonds für ehemalige Zwangsarbeiter, die Aufklärung der eigenen Auszubildenden und die Unterstützung des Films Der letzte Zug. Klarsfeld habe dem Unternehmen „ihre Ausstellung diktieren“ wollen. Nachdem der Konzern dies abgelehnt hatte, habe man aus der Zeitung erfahren, das Unternehmen versuche, die Auseinandersetzung mit der NS-Zeit zu verdrängen. Mehdorn kündigte die Einrichtung einer Wanderausstellung an, die in der Nähe von Bahnhöfen gezeigt werden sollte.
Die Einrichtung einer Wanderausstellung auf Bahnhöfen zu den Deportationen wurde zwischen Bundesverkehrsminister Wolfgang Tiefensee und Mehdorn am 1. Dezember 2006 vereinbart.

## Film
- Wolfgang Schoen, Frank Gutermuth: Nach Fahrplan in den Tod – Europas Bahnen und der Holocaust. Dokumentation, D u. F, 90 Min, 2011 (vor allem zur Kollaboration der SNCF)
- Winfried Oelsner: Akte D (2/3) – Das Kriegserbe der Bahn. Dokumentation, 2014, 45 Min. (Zum Einfluss der NS-Politik, zu Aufgaben der Ostbahn, Rolle von GD Julius Dorpmüller und Rolle/Prozess gegen Albert Ganzenmüller, Finanzierung der Deportationszüge, Einsatz von fast 500.000 Zwangsarbeiterinnen; Senderkommentar bei Phoenix.de vom Nov. 2016)